# Trnava (přítok Želivky)
Trnava nazývaná též Trnávka je levostranný a celkově největší přítok řeky Želivky. Řeka protéká východní částí okresu Tábor v Jihočeském kraji a okresem Pelhřimov v Kraji Vysočina. Délka Trnavy činí 56,3 km. Plocha povodí měří 340,3 km².

## Průběh toku
Řeka pramení jihovýchodně od osady Blanička, pod vrchem Batkovy (721 m n. m.) v nadmořské výšce 672 m, asi 8 km jižně od Mladé Vožice. Její tok směřuje nejprve k východu k obci Vodice jako Vodický potok. Pod rybníkem Valcha se otáčí k severu a je nazývána již Trnavou. Zleva posilují tok potoky Novomlýnský potok, Barborka a Vočadlo. Pod obcí Těchobuz se obrací opět na východ a tento směr si udržuje až ke svému ústí. U Hořepníka přijímá Trnava zprava svůj největší přítok Kejtovský potok, který je dlouhý 22,1 km. Asi 7 km před ústím do Želivky vzdouvá její vody vodní nádrž Trnávka. Do Želivky se Trnava vlévá na jejím 52,0 říčním kilometru v obci Želiv, v nadmořské výšce 393,5 m.

### Větší přítoky

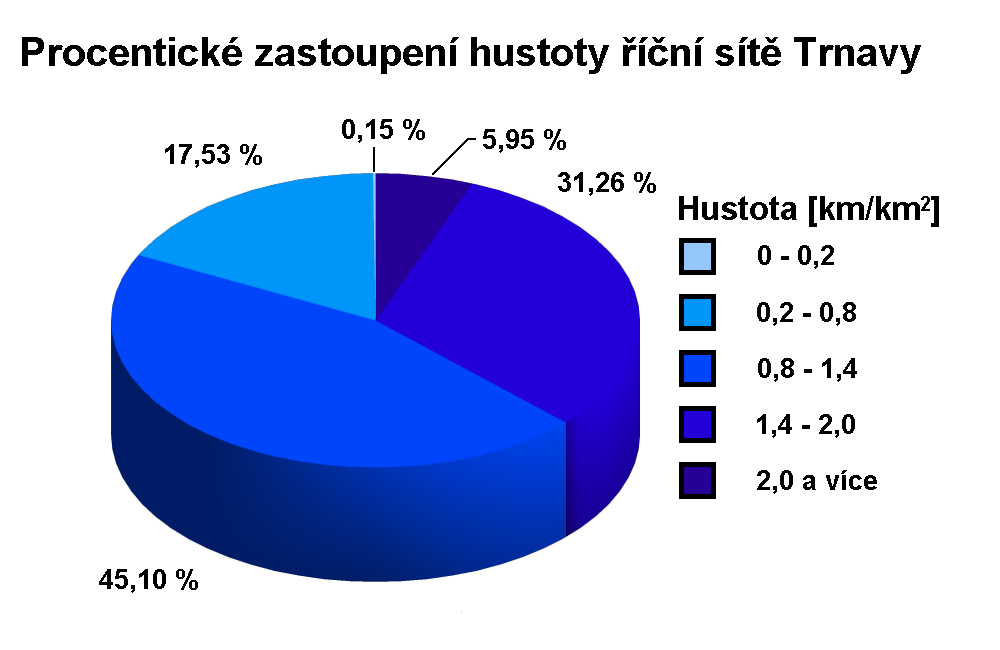
Hustota říční sítě

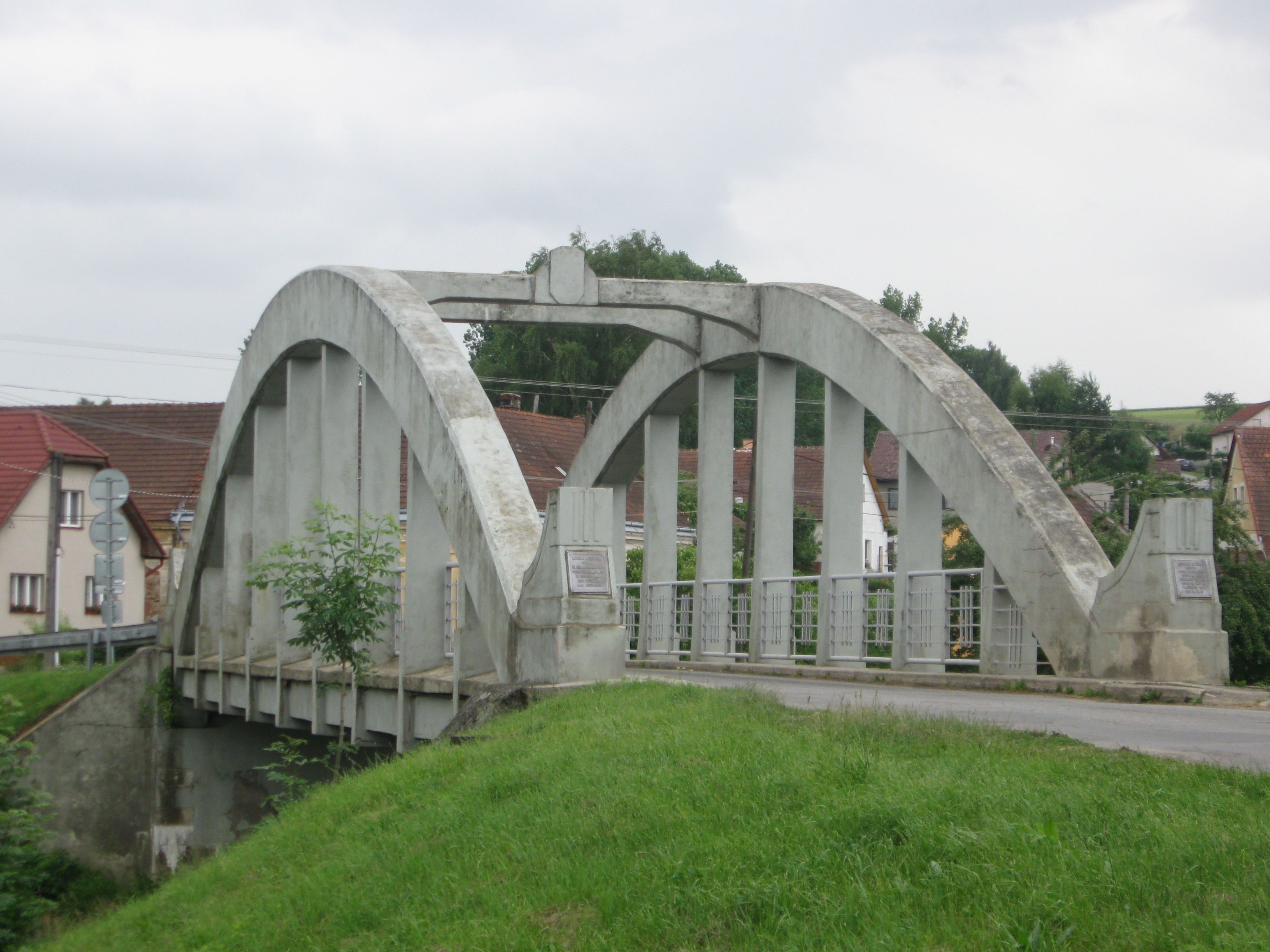
Most přes Trnavu v Hořepníku

Průměrná hustota říční sítě činí 1,26 km/km². Celkově se v povodí Trnavy nachází 374 vodních toků v délce do jednoho kilometru a 103 vodotečí v délce 1 až 10 km. Potok dlouhý 10 až 20 km je v povodí pouze jeden. V délce 20 až 40 km se v povodí řeky nachází jeden vodní tok.
- Hartvíkovský potok, zprava, ř. km 53,2, délka 4,3 km[4]
- Novomlýnský potok, zleva, ř. km 44,3, délka 8,9 km[5]
- Barborka, zleva, ř. km 41,1, délka 8,1 km[6]
- Vočadlo, zleva, ř. km 40,1, délka 7,7 km[7]
- Huťský potok, zleva, ř. km 39,1, délka 5,4 km[8]
- Kurážský potok, zleva, ř. km 37,9, délka 3,3 km[8]
- Panský potok, zprava, ř. km 36,0, délka 3,6 km[9]
- Sádecký potok, zleva, ř. km 33,1, délka 3,2 km[4]
- Smrčinský potok, zleva, ř. km 27,2, délka 6,9 km[10]
- Kejtovský potok, zprava, ř. km 23,7, délka 22,1 km[5]
- Zadožlabský potok, zleva, ř. km 20,2, délka 3,6 km[11]
- Předožlabský potok, zleva, ř. km 20,0, délka 6,1 km[9]
- Bořetický potok, zprava, ř. km 19,4, délka 11,8 km[9]
- Bělský potok, zprava, ř. km 12,2, délka 5,3 km[12]
- Řečický potok, zprava, ř. km 5,1, délka 4,8 km[13]
- Popelištná, zprava, ř. km 4,3, délka 3,5 km[14]

## Vodní režim
Průměrný průtok Trnavy u ústí činí 2,06 m³/s.
Hlásné profily:
| místo          | říční km | plocha povodí | průměrný průtok (Qa) | stoletá voda (Q100) |
| -------------- | -------- | ------------- | -------------------- | ------------------- |
| Hořepník       | 20,00    | 260,11 km²    | 1,60 m³/s            | 104 m³/s            |
| Červená Řečice | 8,30     | 317,77 km²    | 1,94 m³/s            | 112 m³/s            |

M-denní průtoky u ústí:
| M [dní]  | Q30  | Q60  | Q90  | Q120 | Q150 | Q180 | Q210 | Q240 | Q270 | Q300 | Q330 | Q355 | Q364 |
| -------- | ---- | ---- | ---- | ---- | ---- | ---- | ---- | ---- | ---- | ---- | ---- | ---- | ---- |
| Q [m³/s] | 4,84 | 3,26 | 2,48 | 1,97 | 1,61 | 1,34 | 1,11 | 0,92 | 0,75 | 0,59 | 0,44 | 0,29 | 0,19 |

N-leté průtoky v Hořepníku:
| N-leté průtoky | Q1   | Q5   | Q10  | Q50  | Q100  |
| -------------- | ---- | ---- | ---- | ---- | ----- |
| Q [m³/s]       | 20,9 | 44,3 | 56,4 | 88,3 | 104,0 |

N-leté průtoky v Červené Řečici:
| N-leté průtoky | Q1   | Q5   | Q10  | Q50  | Q100  |
| -------------- | ---- | ---- | ---- | ---- | ----- |
| Q [m³/s]       | 20,4 | 45,2 | 58,5 | 94,2 | 112,0 |

## Využití

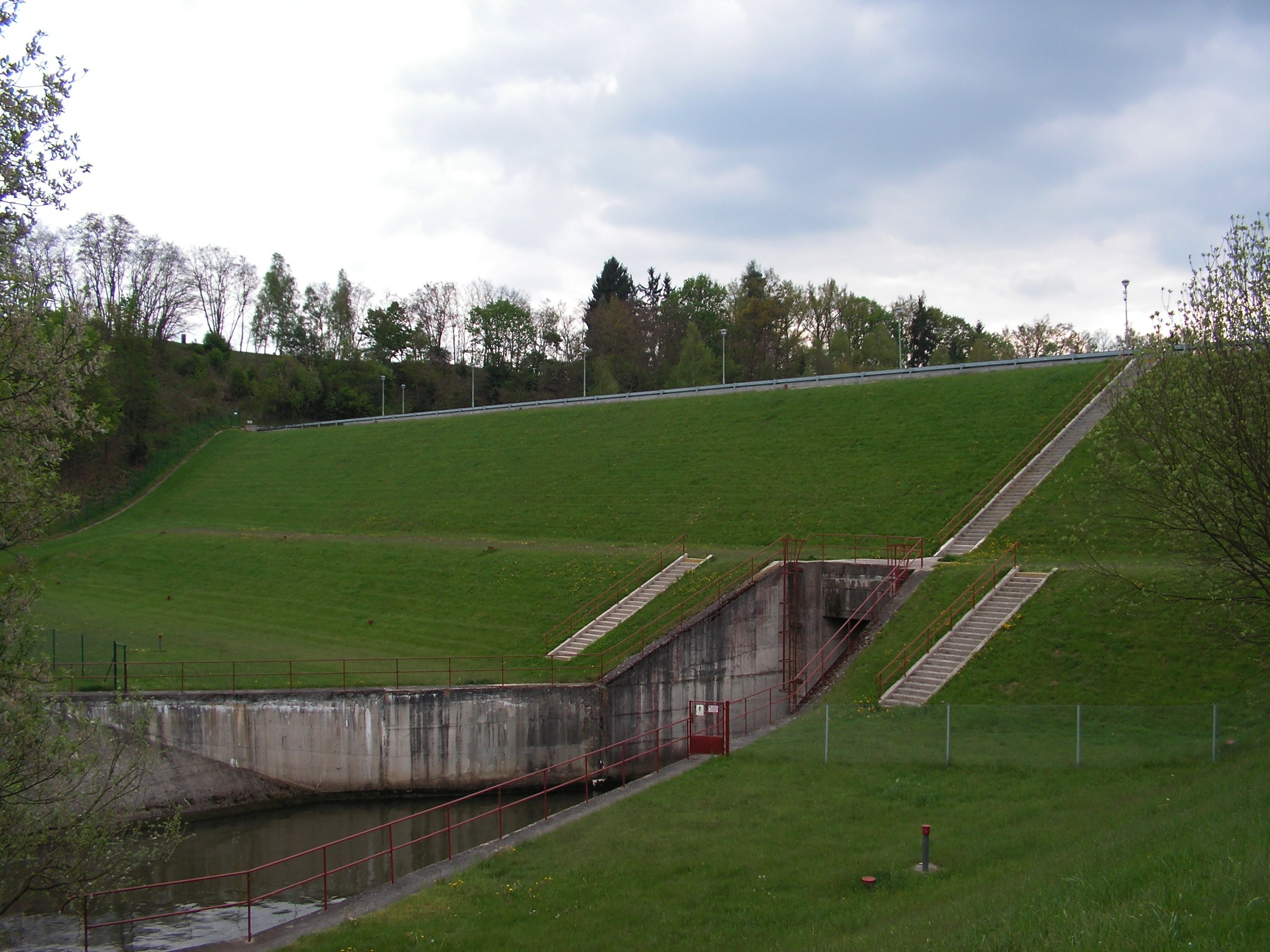
Hráz VD Trnávka

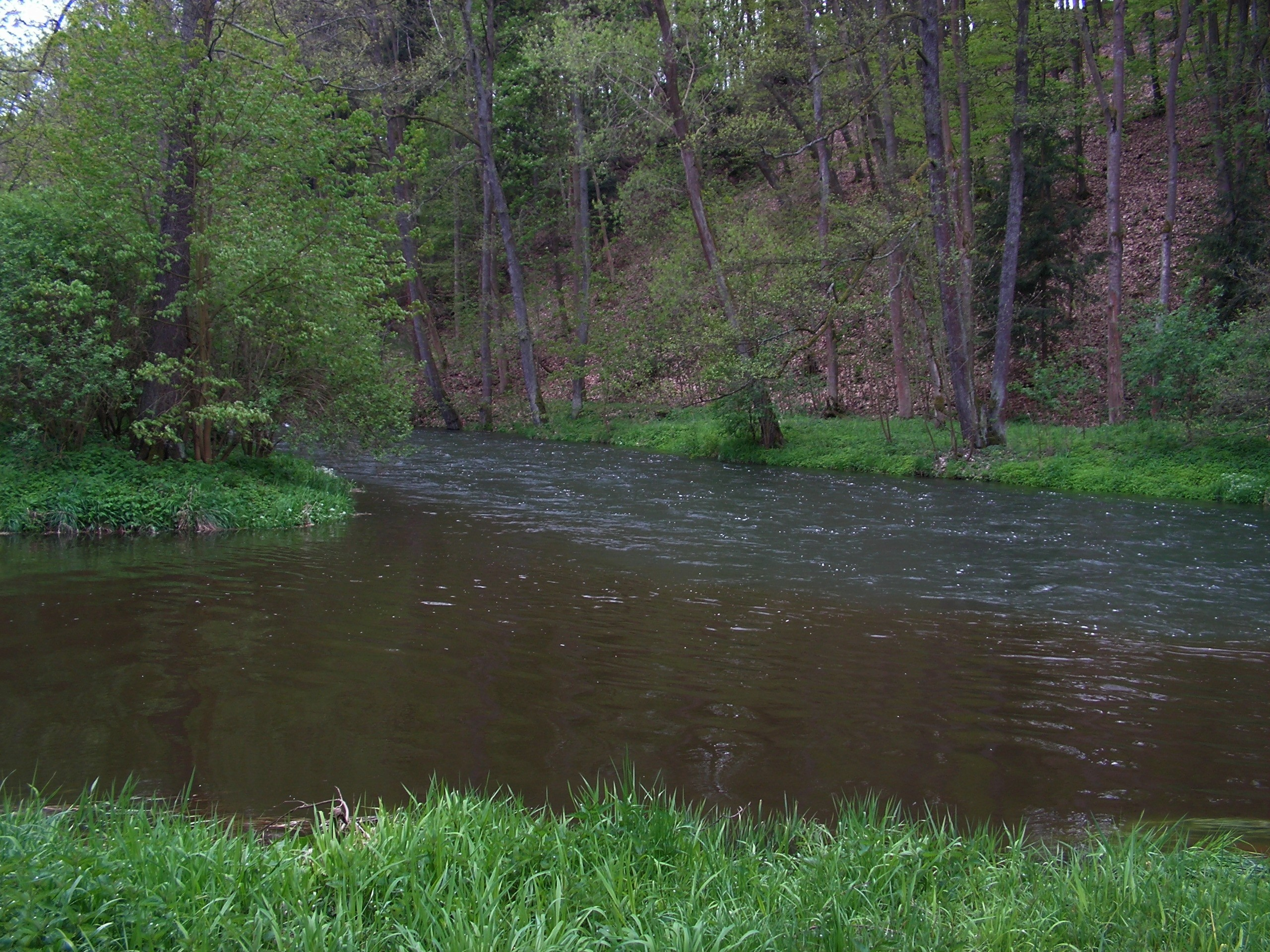
Soutok Želivky a Trnavy v Želivě

### Vodáctví
U Hořepníka Trnava přijímá několik potoků, které posilují tok a umožňují jeho sjetí. Celková délka sjížděného úseku je 20 km. Obtížnost průměrně WW1. Šířka řeky se pohybuje od 4 do 12 m.

### Vodní nádrž
Na říčním kilometru 1,6 byla v letech 1977-1981 postavena vodní nádrž Trnávka, sloužící k rekreaci a sportovnímu rybolovu. Její hlavní význam však spočívá v zachycení splavenin do VD Švihov (obecné známá jako Želivka). Pod přehradou je  malá vodní elektrárna a slalomový kanál o vysoké obtížnosti.